# Synoicum
Synoicum är ett släkte av sjöpungar som beskrevs av Phipps 1774. Synoicum ingår i familjen klumpsjöpungar.

## Dottertaxa tillSynoicum, i alfabetisk ordning[1][2]
- Synoicum adareanum
- Synoicum angustum
- Synoicum apectetum
- Synoicum arenaceum
- Synoicum atopogaster
- Synoicum beauchampi
- Synoicum blochmanni
- Synoicum bowerbanki
- Synoicum buccinum
- Synoicum californianum
- Synoicum castellatum
- Synoicum chrysanthemum
- Synoicum citrinum
- Synoicum citrum
- Synoicum clavatum
- Synoicum concavitum
- Synoicum cymosum
- Synoicum daucum
- Synoicum derjugini
- Synoicum erectum
- Synoicum floriferum
- Synoicum galei
- Synoicum georgianum
- Synoicum giardi
- Synoicum haurakiensis
- Synoicum herdmani
- Synoicum hypurgon
- Synoicum incrustatum
- Synoicum intercedens
- Synoicum irregulare
- Synoicum jordani
- Synoicum kerguelenense
- Synoicum kincaidi
- Synoicum kuranui
- Synoicum laboutei.
- Synoicum lacazei
- Synoicum longistriatum
- Synoicum macroglossum
- Synoicum molle
- Synoicum obscurum
- Synoicum occidentalis
- Synoicum ostentor
- Synoicum otagoensis
- Synoicum papilliferum
- Synoicum parfustis
- Synoicum pellucidum
- Synoicum pererratum
- Synoicum polygyna
- Synoicum pomum
- Synoicum pribilovense
- Synoicum prunum
- Synoicum pulmonaria
- Synoicum ramulosum
- Synoicum sabuliferum
- Synoicum sacculum
- Synoicum salivum
- Synoicum saxeum
- Synoicum snodgrassi
- Synoicum solidum
- Synoicum sphinctorum
- Synoicum stewartensis
- Synoicum suarenum
- Synoicum syrtis
- Synoicum tentucalatum
- Synoicum tropicum
- Synoicum turgens
- Synoicum vibei